# Cal Gravat (Riells i Viabrea)
Cal Gravat és un mas ubicat al terme municipal de Riells i Viabrea. Apareix fotografiat ja en els primers vols aeris dels americans l'any 1946 i 1956, on s'aprecia el mas i els camps treballats. Les fotografies es poden veure a través de l'eina del ICGC, Vissir3. També apareix identificat al mapa de l'exèrcit de defensa executat l'any 1888.
Està situat al turó de Sant Llop a uns 300 metres de l'ermita de Sant Llop de Viabrea just al costat del camí que porta al mas de can Pelló, també enrunat.
Masia de planta rectangular on es diferencien clarament dues estances principals.
Es pot trobar localitzat al mapa: "Les ruïnes del Montseny".